# Marcin od św. Mikołaja
Marcin od św. Mikołaja, właśc. hiszp. Martin Lumbreras Peralta (ur. 1598 w Saragossie w Hiszpanii, zm. 10 grudnia 1632 w Nagasaki w Japonii) – hiszpański augustianin rekolekta (OAR), misjonarz, męczennik chrześcijański i błogosławiony Kościoła katolickiego.
Pochodził ze szlacheckiej rodziny. Wstąpił do zreformowanych augustianów w Borja (Saragossa (prowincja)), gdzie w 1619 roku złożył śluby zakonne.
Razem z Melchiorem od św. Augustyna udał się do Nagasaki wspomagać prześladowanych chrześcijan. Pochwycono ich 3 listopada 1632 roku a 10 grudnia zostali przywiązani do kolumn i spróbowano nakłonić ich do wyrzeczenia się wiary. Następnie spalono ich jako żywe pochodnie.
Obaj zostali beatyfikowani przez papieża Jana Pawła II w dniu 26 marca 1989 roku.
Wspomnienie liturgiczne błogosławionych Marcina i Melchiora obchodzone jest w Kościele katolickim w dzienną pamiątkę śmierci. Augustianie wspominają ich 11 grudnia.